# Lezioni di cioccolato 2
Lezioni di cioccolato 2 è un film del 2011 diretto da Alessio Maria Federici ed interpretato da Luca Argentero, Nabiha Akkari, Vincenzo Salemme ed Angela Finocchiaro.
È il sequel di Lezioni di cioccolato del 2007.

## Trama
Perugia 2011. Dopo quattro anni, Mattia e Kamal hanno intrapreso strade diverse: mentre il primo è tornato all'edilizia in mezzo a progetti e betoniere senza però ottenere nessun contratto di successo con grandi appalti e riducendosi sull'orlo della bancarotta, Kamal ha realizzato il suo sogno ed ha aperto una cioccolateria coi soldi ricavati dalla creazione del suo cioccolatino speciale nocciola e datteri, che però non ha visto nemmeno l'ombra di un cliente, per colpa di una posizione poco favorevole.
Entrambi indebitati, sono destinati ad incrociarsi di nuovo escogitando un piano per uscire dall'impasse, con in mente un nuovo progetto sul cioccolato. Nel frattempo Mattia, che, questa volta senza volerlo, è tornato single dopo esser stato abbandonato da Cecilia, si invaghisce della bella Nawal, che in realtà è la figlia di Kamal appena tornata dall'Erasmus in Francia. In un turbinio di cioccolatini e con amori nascosti e tormentati ed equivoci da commedia napoletana, che coinvolgono anche il Maestro cioccolatiere Gaetano Conti e la svagata Ispettore di Polizia Amelia Orsetti, si dipana una buffa storia che rischia di trovare il lieto fine nientemeno che in commissariato, con il cioccolato a sciogliere tutti i nodi.

## Accoglienza

### Incassi
Il film in Italia ha incassato totalmente 1440510 €.